# Henry Pernía
Henry Pernía (Turén, Estado Portuguesa, Venezuela; 9 de noviembre de 1990) es un futbolista venezolano que juega como defensa en el Monagas Sport Club de la Primera División de Venezuela.

## Trayectoria

### Selección nacional
| Selección | Periodo | Competencia    | Partidos | Goles |
| --------- | ------- | -------------- | -------- | ----- |
| Sub-20    | 2009    | Mundial Sub-20 | 4        | 0     |
| Mayor     | 2009/10 | Amistosos      | 6        | 0     |

## Clubes
| Club                   | País      | Año              |
| ---------------------- | --------- | ---------------- |
| Llaneros de Guanare    | Venezuela | 2008 - 2009      |
| Kerkyra                | Grecia    | 2010             |
| Deportivo Anzoátegui   | Venezuela | 2011 - 2014      |
| ACD Lara               | Venezuela | 2014 - 2018      |
| Atlético Bucaramanga   | Colombia  | 2018 - 2019      |
| Unión Magdalena        | Colombia  | 2019             |
| ACD Lara               | Venezuela | 2020             |
| Deportivo la Guaira    | Venezuela | 2021             |
| ACD Lara               | Venezuela | 2022             |
| Portuguesa Fútbol Club | Venezuela | 2023             |
| Monagas SC             | Venezuela | 2024- Actualidad |

## Estadísticas
| Club                             | Div.          | Temporada     | Liga  | Liga  | Copa Nacional | Copa Nacional | Copa Internacional | Copa Internacional | Total | Total |
| Club                             | Div.          | Temporada     | Part. | Goles | Part.         | Goles         | Part.              | Goles              | Part. | Goles |
| -------------------------------- | ------------- | ------------- | ----- | ----- | ------------- | ------------- | ------------------ | ------------------ | ----- | ----- |
| Llaneros de Guanare · Venezuela  |               |               |       |       |               |               |                    |                    |       |       |
| 1.ª                              | 2008/09       | 23            | 0     | —     | —             | —             | —                  | 23                 | 0     |       |
| Total club                       | Total club    | 23            | 0     | 0     | 0             | 0             | 0                  | 23                 | 0     |       |
| Kerkyra · Grecia                 |               |               |       |       |               |               |                    |                    |       |       |
| 1.ª                              | 2010          | 0             | 0     | —     | —             | —             | —                  | 0                  | 0     |       |
| Total club                       | Total club    | 0             | 0     | 0     | 0             | 0             | 0                  | 0                  | 0     |       |
| Deportivo Anzoátegui · Venezuela |               |               |       |       |               |               |                    |                    |       |       |
| 1.ª                              | 2011          | 4             | 0     | —     | —             | 1             | 0                  | 5                  | 0     |       |
| 1.ª                              | 2011/12       | 18            | 0     | —     | —             | —             | —                  | 18                 | 0     |       |
| 1.ª                              | 2012/13       | 11            | 0     | —     | —             | 2             | 0                  | 13                 | 0     |       |
| 1.ª                              | 2013          | 3             | 0     | —     | —             | —             | —                  | 3                  | 0     |       |
| Total club                       | Total club    | 36            | 0     | 0     | 0             | 3             | 0                  | 39                 | 0     |       |
| ACD Lara · Venezuela             |               |               |       |       |               |               |                    |                    |       |       |
| 1.ª                              | 2014/15       | 20            | 1     | —     | —             | —             | —                  | 20                 | 1     |       |
| 1.ª                              | 2015          | 11            | 0     | 4     | 0             | —             | —                  | 15                 | 0     |       |
| 1.ª                              | 2016          | 20            | 0     | —     | —             | 2             | 0                  | 22                 | 0     |       |
| 1.ª                              | 2017          | 28            | 0     | 2     | 0             | —             | —                  | 30                 | 0     |       |
| 1.ª                              | 2018          | 9             | 0     | —     | —             | 5             | 0                  | 14                 | 0     |       |
| Total club                       | Total club    | 88            | 1     | 6     | 0             | 7             | 0                  | 101                | 1     |       |
| Atlético Bucaramanga · Colombia  |               |               |       |       |               |               |                    |                    |       |       |
| 1.ª                              | 2018          | 5             | 0     | 1     | 1             | —             | —                  | 6                  | 1     |       |
| 1.ª                              | 2019          | 10            | 0     | 2     | 0             | —             | —                  | 12                 | 0     |       |
| Total club                       | Total club    | 15            | 0     | 3     | 1             | 0             | 0                  | 18                 | 1     |       |
| Total carrera                    | Total carrera | Total carrera | 162   | 1     | 9             | 1             | 10                 | 0                  | 181   | 2     |

## Palmarés
| Título          | Club                 | País      | Año  |
| --------------- | -------------------- | --------- | ---- |
| Copa Venezuela  | Deportivo Anzoátegui | Venezuela | 2012 |
| Torneo Apertura | Deportivo Anzoátegui | Venezuela | 2012 |
| Torneo Clausura | ACD Lara             | Venezuela | 2017 |